# Integrasa
La integrasa es una enzima que originalmente se encuentra en el interior de los virus retrotranscritos, muchos virus de ADN y algunos elementos genéticos móviles. Entra en la célula después de la fusión, junto con el resto del material genético del virus. La integrasa facilita que después de la transcripción, el ADN viral recién creado se integre en el ADN de la célula huésped. Con ello se consigue alterar la programación de la célula para que fabrique partículas virales. 
Luego la doble cadena se divide en dos y forma un nuevo ADN o ARN, cuya información será utilizada para la construcción de las partículas que constituirán los nuevos virus. Estos bloques de proteínas son cortados para dar lugar a las diferentes partes del nuevo virus. La enzima que corta estos bloques en pedazos es la proteasa. Este es el momento en el que actúan los inhibidores de la proteasa (indinavir, ritonavir, saquinavir, nelfinavir, fosamprenavir, lopinavir, atazanavir, tipranavir).
La integrasa interviene en un momento breve pero muy complejo. La integración ocurre en varios pasos que pueden agruparse en dos grandes etapas. En primer lugar el ADN viral se prepara para la integración. En este proceso la integrasa reconoce el nuevo ADN por unas moléculas que se hallan en sus extremos, se pega a él y empieza la preparación. Lo primero es extraer las moléculas de los bordes que se conocen como dinucleótidos GT. El resultado se transporta al núcleo de la célula donde esta estructura compacta se desintegra y da lugar a la segunda reacción: la transferencia del ADN, que ocurre en varios momentos: los «nuevos » extremos del ADN viral se unen a dos lugares concretos del ADN celular, el ADN pierde dos nucleótidos más de sus extremos y se lleva a cabo una reparación para que el ADN del virus quede totalmente fijado, integrado, en el ADN de la célula.

## Fármacos
Actualmente existen 5 fármacos aprobados por la FDA dirigidos a inhibir la función de la integrasa, en orden temporal de aprobación para uso terapéutico: raltegravir, elvitegravir, dolutegravir, bictegravir y cabotegravir. Los estudios realizados han demostrado una alta eficacia en la disminución de la carga viral, así como una baja tasa de aparición de resistencias.